# 维托尔德·福金
维托尔德·帕夫洛维奇·福金（羅馬化：Vitold Pavlovych Fokin；1932年10月25日—2025年3月20日），乌克兰政治人物。1991年11月被任命为独立后首任乌克兰总理。

## 生平
福金父亲是一名教师，出生于乌克兰第聂伯罗彼得罗夫斯克州新尼古拉耶夫卡，毕业于第聂伯罗彼得罗夫斯克的乌克兰国立矿业大学。1990年维塔利·马索尔被迫辞职后，10月17日，福金被任命为乌克兰苏维埃社会主义共和国部长会议主席（即总理）。1992年10月8日，福金因通货膨胀（1992年达到1210%）和乌克兰灾难性的经济而辞职。至1994年5月，他曾任乌克兰最高拉达副议长，其后担任AOZT Devon监事会主席。2022年3月27日，俄罗斯全面入侵乌克兰，福金的住所被俄军导弹击中，当时福金身在摩尔多瓦，幸免于难。
2025年3月20日，在利沃夫去世，享寿92岁。